# Republika Korsykańska
Republika Korsykańska (wł. Repubblica Corsa, fr. République corse) – państwo, istniejące na Korsyce w latach 1755–1769.
W kwietniu 1755 na Korsyce wybuchło powstanie przeciwko genueńskiemu panowaniu. 
W listopadzie przywódca powstańców Pasquale Paoli ogłosił wyzwolenie wyspy spod genueńskiego panowania i utworzenie niepodległej Republiki Korsykańskiej. Nowe państwo przyjęło konstytucję (Konstytucja Korsyki), uważaną za pierwszy tego typu dokument na świecie. 
W 1759 republika potwierdziła swoją niezależność, odpierając genueński najazd pod dowództwem Giovanniego Giacomo Grimaldiego.
Władzę wykonawczą na wyspie sprawował jako generał Pasquale Paoli. Władza ustawodawcza należała do wybieranego co 3 lata parlamentu, w którym mieli prawo zasiadać mężczyźni mający ukończone 25 lat. Konstytucja jako pierwsza na świecie dawała czynne prawo wyborcze kobietom.
W 1767 wojska republiki zaatakowały i zajęły należącą do Genui wyspę Capraia Isola.
W 1768 w następstwie traktatu wersalskiego z 15 maja 1768 roku, Republika Genui zrzekła się swoich pretensji do władzy nad Korsyką i oddała prawa do niej Francji za 2 miliony lirów długu, jaki miała wobec Ludwika XV. Na mocy tego traktatu, Francja uzyskała prawo do zarządzania wyspą i jej pacyfikacji. Jeszcze w tym samym roku Francuzi dokonali inwazji na Korsykę, gdzie spotkali się z zaciekłym oporem republikańskich wojsk.
Kres republiki nastąpił 9 maja 1769 roku, wraz z rozgromieniem wojsk republikańskich w bitwie pod Ponte Novu.